# Eta Coronae Borealis
Eta Coronae Borealis (2 Coronae Borealis) é uma estrela dupla na direção da constelação de Corona Borealis. Possui uma ascensão reta de 15h 23m 12.23s e uma declinação de +30° 17′ 17.7″. Sua magnitude aparente é igual a 4.99. Considerando sua distância de 61 anos-luz em relação à Terra, sua magnitude absoluta é igual a 3.64. Pertence à classe espectral G2V.